# Joseph-François Guiaud
 (août 2017).
Si vous disposez d'ouvrages ou d'articles de référence ou si vous connaissez des sites web de qualité traitant du thème abordé ici, merci de compléter l'article en donnant les références utiles à sa vérifiabilité et en les liant à la section « Notes et références ».
Joseph-François Guiaud est un acteur français né à Marseille le 1er janvier 1777 et mort à Paris le 14 juillet 1846.

## Biographie
Il est le père du peintre Jacques Guiaud.

## Théâtre

### Carrière à laComédie-Française
Entrée en 1818
Nommé 253e sociétaire en 1832
Départ en 1841
- 1818 : Tartuffe de Molière : Orgon
- 1818 : Le Barbier de Séville de Beaumarchais : Bartholo
- 1819 : Le Mariage de Figaro de Beaumarchais : Bartholo, Antonio (en alternance)
- 1819 : Eugénie de Beaumarchais : Capt. Cowerly
- 1819 : Les Plaideurs de Jean Racine : Chicaneau
- 1819 : George Dandin de Molière : Sotenville
- 1820 : Le Barbier de Séville de Beaumarchais : le notaire
- 1820 : Le Paresseux de Jean- Étienne-François de Marignié : Paraphe
- 1821 : Le Barbier de Séville de Beaumarchais : L'Éveillé
- 1822 : Le Sourd ou l'Auberge pleine de Desforges : un commissionnaire
- 1824 : Marie ou la Pauvre fille de Sophie Gay : Simon
- 1825 : Guerre ouverte ou Ruse contre ruse de Dumaniant : l'ingambe
- 1828 : Les Intrigues de cour d'Étienne de Jouy : l'amiral Freijtar
- 1829 : Henri III et sa cour d'Alexandre Dumas : Crucé
- 1829 : Le Protecteur et le mari de Casimir Bonjour : Ferrier
- 1829 : Othello ou le Maure de Venise d'Alfred de Vigny d'après William Shakespeare : deuxième sénateur
- 1830 : Gustave Adolphe ou la Bataille de Lutzen de Lucien Arnault : deuxième député
- 1830 : Trois jours d'un grand peuple de Jean-Henri-Michel Nouguier : le comte
- 1830 : Don Carlos de Talabot : Tormès
- 1831 : Un jeu de la fortune ou les Marionnettes de Louis-Benoît Picard : Delorme
- 1831 : Les Intrigants ou la Congrégation d'Alexandre-Jean-Joseph de La Ville de Mirmont : Michel
- 1831 : Charlotte Corday de Hippolyte-François Regnier-Destourbet : Duperret
- 1831 : Camille Desmoulins de Henri-Louis Blanchard et Julien de Mallian : Wettermann
- 1831 : Naissance, fortune et mérite de Casimir Bonjour : Brigot
- 1831 : Jacques Clément ou le Bachelier et le théologien de Jean-Baptiste-Rose-Bonaventure Violet d'Épagny : Aubry
- 1831 : Les Préventions de Jean-Baptiste-Rose-Bonaventure Violet d'Épagny et Jean-Henri Dupin : La Martinière
- 1831 : Les Deux Philibert de Louis-Benoît Picard : Duparc
- 1831 : La Reine d'Espagne de Henri de Latouche : le père Teutemberg, le confesseur
- 1831 : Pierre III de Victor Escousse : Petrowich
- 1831 : Allez voir Dominique de Théodore Pain : le docteur
- 1832 : Louis XI de Casimir Delavigne : Tristan
- 1833 : L'Enfant trouvé de Louis-Benoît Picard et Édouard-Joseph-Ennemond Mazères : Dufour
- 1834 : Dernières scènes de la Fronde de Julien de Mallian : Beaufort
- 1834 : Un dévouement de Hippolyte-Nicolas-Just Auger : le major d'Orillac
- 1835 : Le Bourgeois gentilhomme de Molière : le Muphti
- 1835 : Chatterton d'Alfred de Vigny : John Bell
- 1835 : Le Voyage à Dieppe d'Alexis-Jacques-Marie Vafflard et Fulgence de Bury : Dumontel
- 1835 : Le Mariage forcé de Molière : Sganarelle
- 1835 : Jacques II d'Émile-Louis Vanderburch : Barillon
- 1835 : Don Juan d'Autriche de Casimir Delavigne : Pacôme
- 1835 : George Dandin de Molière : Dandin
- 1836 : La Comtesse d'Escarbagnas de Molière : Harpin
- 1836 : Lord Novart d'Adolphe Simonis Empis : Mawbray
- 1837 : Les Droits de la femme de Théodore Muret : Lambert
- 1838 : Le Ménestrel de Camille Bernay : le gouverneur
- 1838 : La Popularité de Casimir Delavigne : Goff
- 1839 : Les Serments de Jean-Pons-Guillaume Viennet : le médecin
- 1839 : L'Ami de la maison de Jules Cordier : Morizot